# Tuffi ai Giochi della XV Olimpiade
Le competizioni dei tuffi ai  Giochi della XIV Olimpiade si sono svolte nei giorni dal 27 luglio al 2 agosto 1952 allo stadio olimpico del nuoto di Helsinki.
Come a Londra 1948 si sono svolti 4 eventi: le gare dal trampolino e dalla piattaforma, sia maschili che femminili.

## Programma
| Tuffi ai Giochi della XV Olimpiade | Tuffi ai Giochi della XV Olimpiade | Tuffi ai Giochi della XV Olimpiade | Tuffi ai Giochi della XV Olimpiade | Tuffi ai Giochi della XV Olimpiade | Tuffi ai Giochi della XV Olimpiade | Tuffi ai Giochi della XV Olimpiade | Tuffi ai Giochi della XV Olimpiade | Tuffi ai Giochi della XV Olimpiade | Tuffi ai Giochi della XV Olimpiade | Tuffi ai Giochi della XV Olimpiade | Tuffi ai Giochi della XV Olimpiade | Tuffi ai Giochi della XV Olimpiade | Tuffi ai Giochi della XV Olimpiade | Tuffi ai Giochi della XV Olimpiade | Tuffi ai Giochi della XV Olimpiade | Tuffi ai Giochi della XV Olimpiade | Tuffi ai Giochi della XV Olimpiade |
| Eventi / Giorni                    | Luglio/Agosto 1952                 | Luglio/Agosto 1952                 | Luglio/Agosto 1952                 | Luglio/Agosto 1952                 | Luglio/Agosto 1952                 | Luglio/Agosto 1952                 | Luglio/Agosto 1952                 | Luglio/Agosto 1952                 | Luglio/Agosto 1952                 | Luglio/Agosto 1952                 | Luglio/Agosto 1952                 | Luglio/Agosto 1952                 | Luglio/Agosto 1952                 | Luglio/Agosto 1952                 | Luglio/Agosto 1952                 | Luglio/Agosto 1952                 | Luglio/Agosto 1952                 |
| Eventi / Giorni                    | 19                                 | 20                                 | 21                                 | 22                                 | 23                                 | 24                                 | 25                                 | 26                                 | 27                                 | 28                                 | 29                                 | 30                                 | 31                                 | 1                                  | 2                                  | 3                                  |                                    |
| ---------------------------------- | ---------------------------------- | ---------------------------------- | ---------------------------------- | ---------------------------------- | ---------------------------------- | ---------------------------------- | ---------------------------------- | ---------------------------------- | ---------------------------------- | ---------------------------------- | ---------------------------------- | ---------------------------------- | ---------------------------------- | ---------------------------------- | ---------------------------------- | ---------------------------------- | ---------------------------------- |
| Trampolino maschile                |                                    |                                    |                                    |                                    |                                    |                                    |                                    |                                    | Qualif.                            | Finale                             |                                    |                                    |                                    |                                    |                                    |                                    |                                    |
| Piattaforma maschile               |                                    |                                    |                                    |                                    |                                    |                                    |                                    |                                    |                                    |                                    |                                    |                                    | Qualif.                            | Finale                             |                                    |                                    |                                    |
| Trampolino femminile               |                                    |                                    |                                    |                                    |                                    |                                    |                                    |                                    |                                    |                                    | Qualif.                            | Finale                             |                                    |                                    |                                    |                                    |                                    |
| Piattaforma femminile              |                                    |                                    |                                    |                                    |                                    |                                    |                                    |                                    |                                    |                                    |                                    |                                    |                                    | Qualif.                            | Finale                             |                                    |                                    |

## Podi
| Evento                           | Oro            | Perform. | Argento               | Perform. | Bronzo               | Perform. |
| Trampolino maschile (dettagli)   | David Browning | 205,29   | Miller Anderson       | 199,84   | Bob Clotworthy       | 184,92   |
| Piattaforma maschile (dettagli)  | Samuel Lee     | 156,28   | Joaquín Capilla Pérez | 145,21   | Günther Haase        | 141,31   |
| Trampolino femminile (dettagli)  | Pat McCormick  | 147,30   | Mady Moreau           | 139,34   | Zoe Ann Olsen-Jensen | 127,57   |
| Piattaforma femminile (dettagli) | Pat McCormick  | 79,37    | Paula Myers           | 71,63    | Juno Stover-Irwin    | 70,49    |

## Medagliere
| Posizione | Paese       | Oro | Argento | Bronzo | Totale |
| --------- | ----------- | --- | ------- | ------ | ------ |
| 1         | Stati Uniti | 4   | 2       | 3      | 9      |
| 2         | Messico     | 0   | 1       | 0      | 1      |
| 2         | Francia     | 0   | 1       | 0      | 1      |
| 4         | Germania    | 0   | 0       | 1      | 1      |
| Totale    | Totale      | 4   | 4       | 4      | 12     |